# بيل لاثام
بيل لاثام (بالإنجليزية: Bill Latham)‏ هو لاعب كرة قاعدة أمريكي، ولد في 29 أغسطس 1960 في برمنغهام في الولايات المتحدة.

## وصلات خارجية
- بيل لاثام على موقعبيزبول رفرنس.كوم (الدوري الرئيسي) (الإنجليزية)
- بيل لاثام على موقعبيزبول رفرنس.كوم (الدوري الثانوي) (الإنجليزية)
- بيل لاثام على موقع مشجعي الرسوم البيانية (الإنجليزية)